# 黃淑明
黃淑明（英語：Wong Suk-ming，1968年8月27日—），現任無綫新聞總監，資訊專題節目監製、編審，前無綫新聞記者兼主播。

## 簡歷
黃淑明早年就讀樂善堂余近卿中學（1987年中七畢業），及後並於香港中文大學新亞書院修讀新聞與傳播學系，及後於1990年加入無線新聞跟隨實習記者培訓班導師蘇凌峰，擔任實習記者。大學畢業後於1991年正式升任港聞組記者。1995年起兼任香港早晨、午間新聞、晚間新聞主播，1998年兼任星期六、日六點半新聞報道主播。1996年升任港聞組記者兼助理副採訪主任，1997年升任港聞組助理採訪主任，1998年升任港聞組副採訪主任，2000年升任港聞組採訪主任，自2001年起逐漸退居幕後。2003年出任新聞部副總採訪主任先後擔任新聞助理編輯，編輯，助理副總編，助理總編，副總編，總編，新聞及時事節目助理編審，編審，助理監製，監製，新聞經理，副總監。2020年8月1日起晉升為總監至今。

## 在無綫新聞職務
幕前時期（1990年-2001年）
幕前職務
（1990年-2001年）港聞組記者
（1995年-2001年）主播
幕後職務
（1997年-1998年）港聞組助理採訪主任
（1998年-1999年）港聞副採訪主任
（1999年-）港聞組採訪主任
正式退居幕後（2001年至今）
（2005年-2006年）新聞助理編輯
（2006年-2007年）新聞編輯
（2008年-2009年）新聞助理總編
（2009年-2010年）新聞副總編
（2010年-2011年）新聞總編
（2011年-2012年）資訊專題節目助理編審
（2012年-2013年）資訊專題節目編審
（2013年至今）資訊專題節目助理監製
（2014年至今）資訊專題節目監製
（-2020年）新聞部副總監
（2020年至今）新聞部總監